# ユーロスター・イタリア

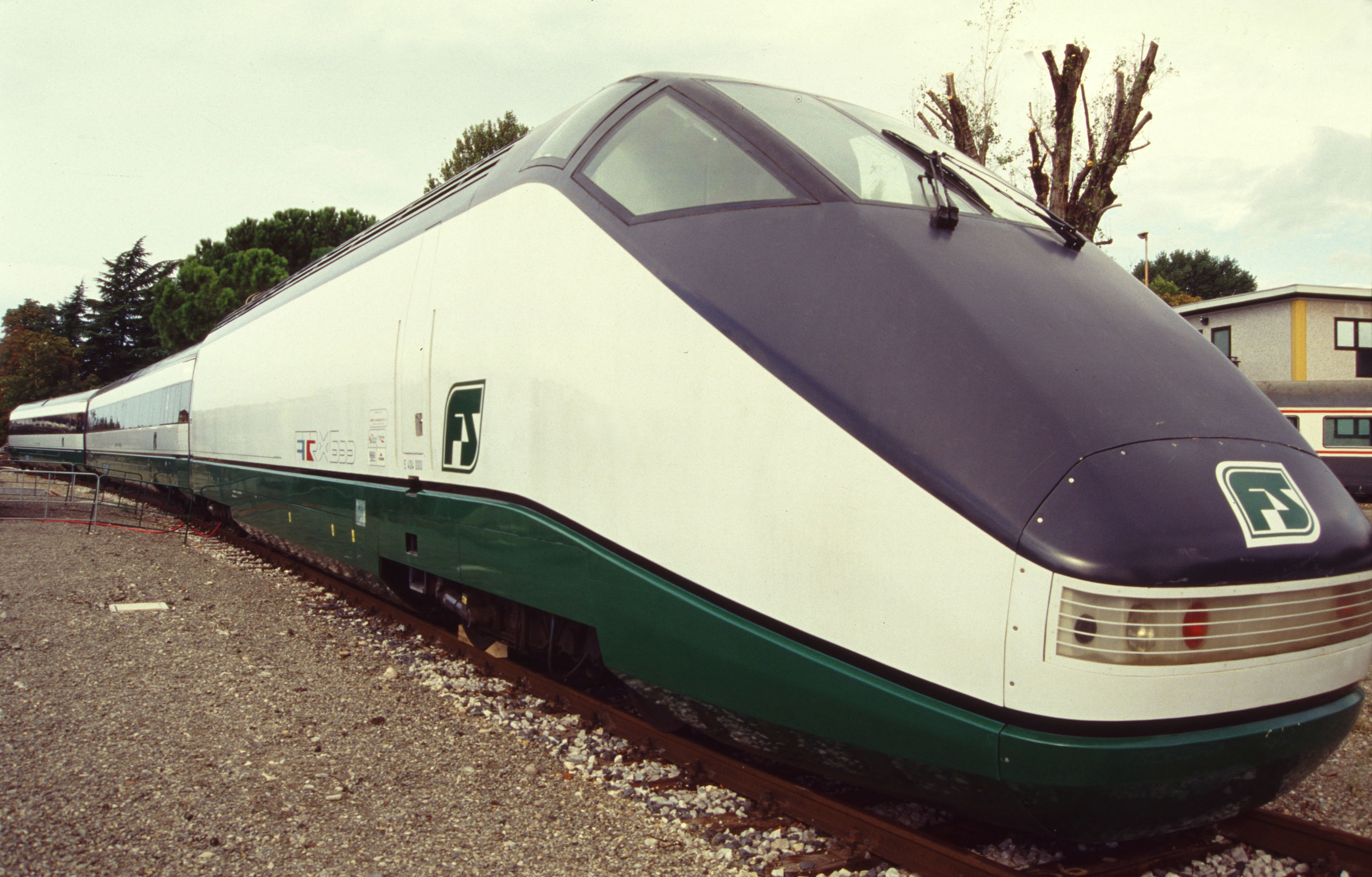
ETR500X（試作車）

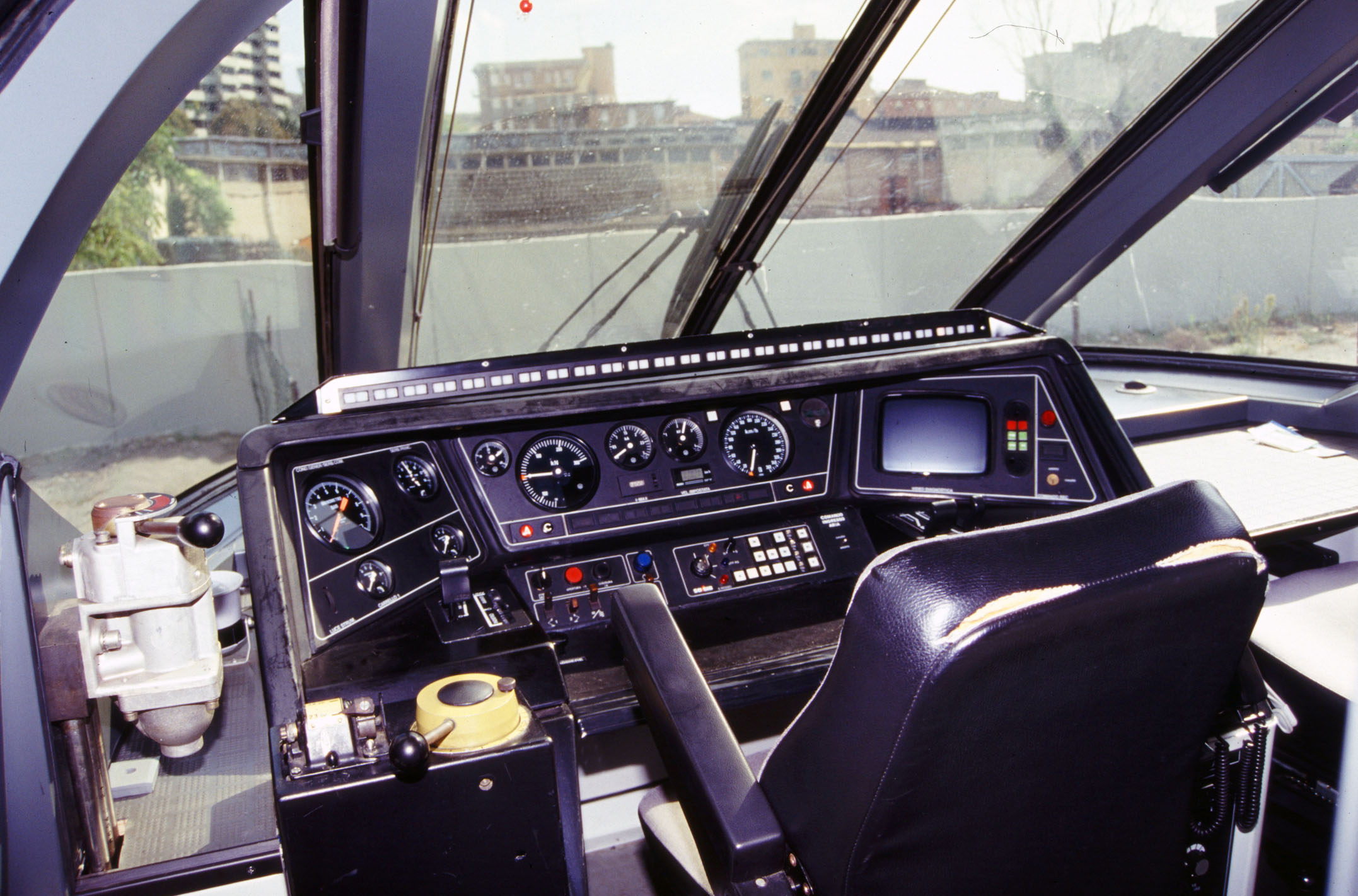
ETR500X（運転席）

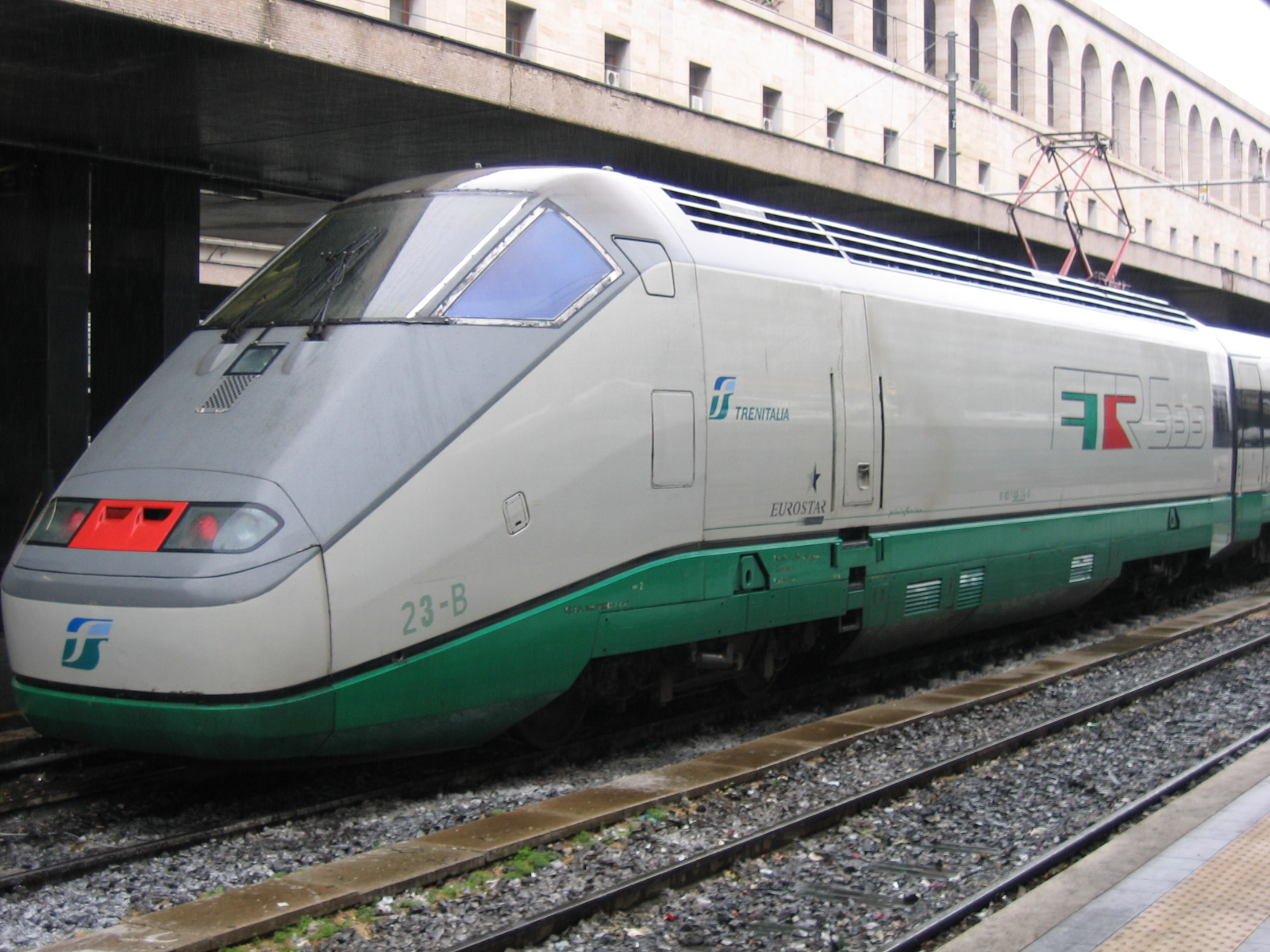
ETR500（第一世代）

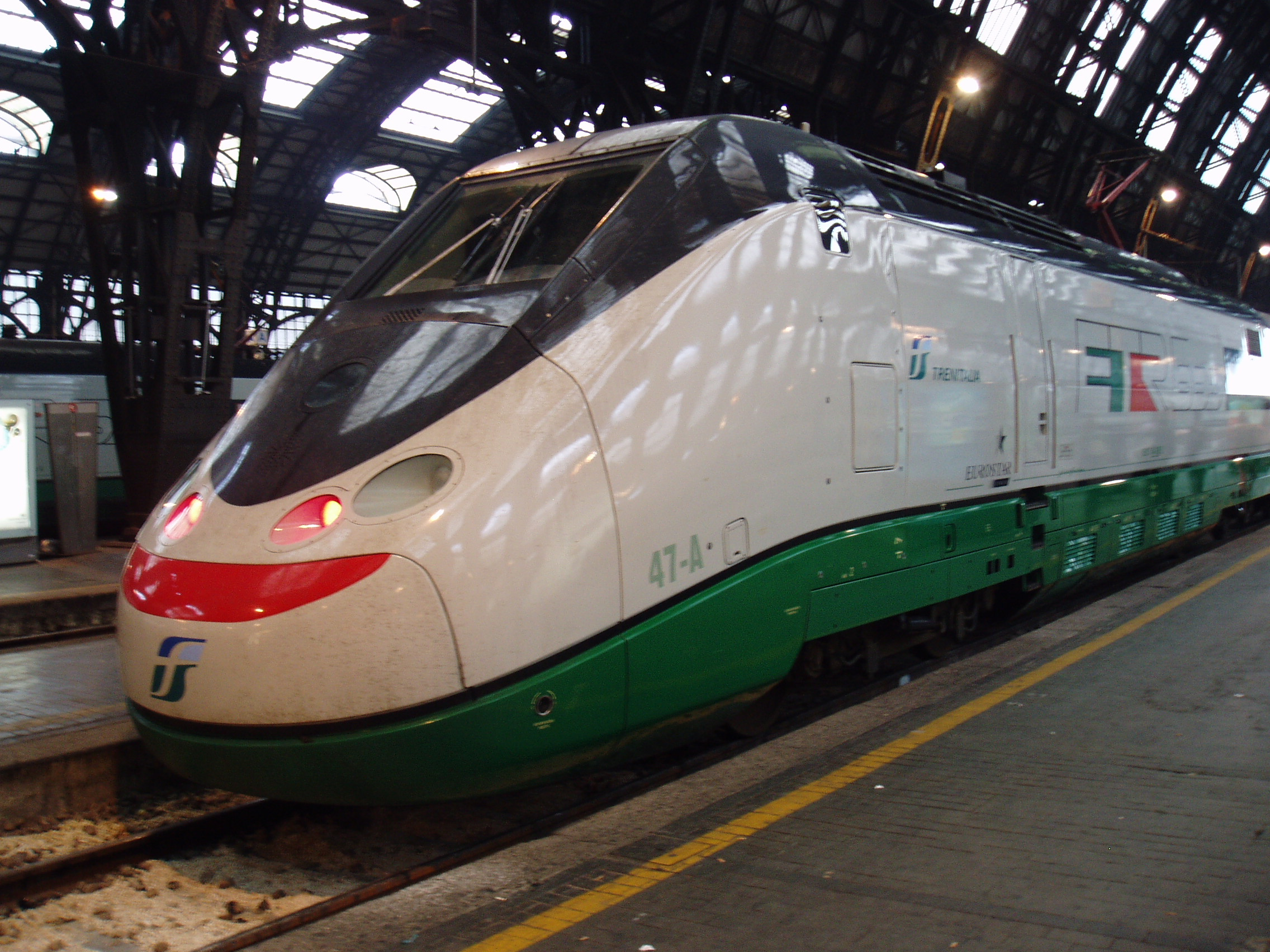
ETR500（第二世代）

ユーロスター・イタリア（Treni Eurostar Italia, ES*）は、旧イタリア国鉄（Ferrovie dello Stato）及び、民営化した後継企業のトレニタリアがかつて運行していた高速列車・列車種別の名称である。当名称は、2012年に後継サービスのレ・フレッチェ（フレッチャロッサ、フレッチャルジェント、フレッチャビアンカの三種別）に全て置き換えられ、正式に廃止された。

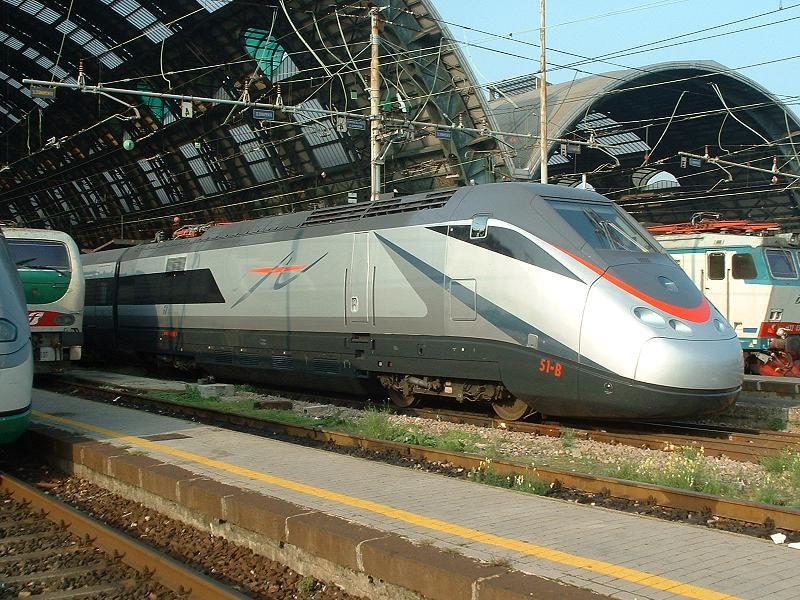
ETR500（ジウジアーロによる配色／2005～2008年）

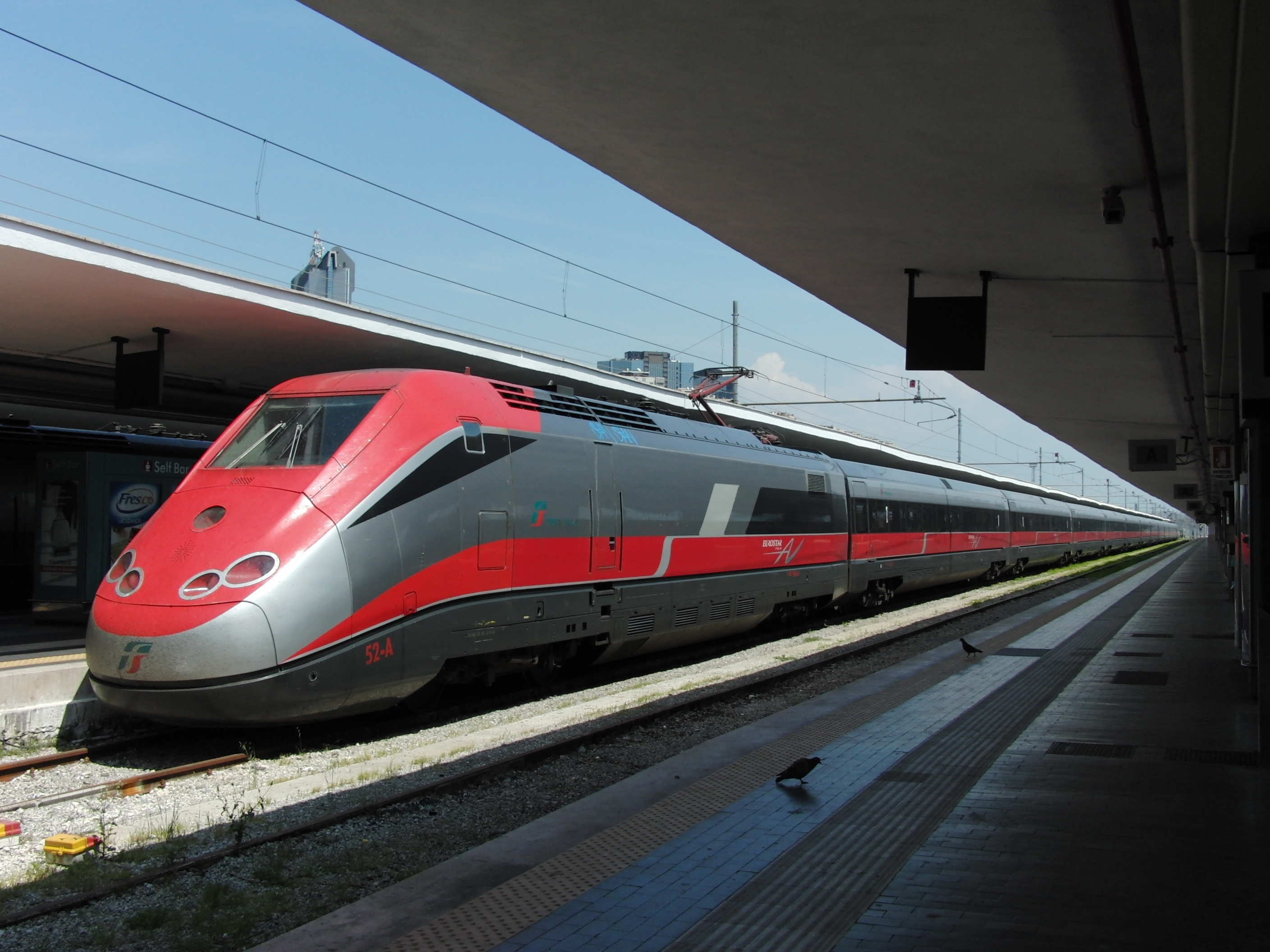
ETR500（フレッチャロッサ仕様／2008～2012年）

イタリア語ではエウロスタールやエウロスターと発音する。

## 概要
イタリアにかつて存在した列車種別の総称であり、現在運行されているレ・フレッチェの前身である。英仏間を結ぶユーロスターよりも歴史は古い。運行開始当初は、先頭車の形状が日本の新幹線0系電車を彷彿とさせる振り子式車両であるETR450が使用されていた。ディレッティシマ区間を中心に、主要都市から地方都市までくまなく路線網があった。
1996年頃には一等車・二等車ともに飲み物や軽食のサービスがあったが、その後、茶菓のサービスは、一等車のみのサービスとなった。また、一等車では新聞を無料で配布していた。
2001年頃までは自由席も連結されていたが、その後は全車全席指定席となった。座席等級は一等車と二等車の2等級であり、一等車と二等車の間に挟まれる形で、座席が予約制の食堂車が連結された。
トーマス・クックなどの鉄道時刻表では「ES」の表記がされており、他の列車と区別されていた。
ETR500の初登場時、「ユーロスター」の名称を巡り英仏間を結ぶユーロスターと対立したが、結局イタリア側が譲歩してユーロスターの後ろに「イタリア」を冠す名称となった。
2008年12月のミラノ・ボローニャ間高速新線開業に伴い、トリノ・ミラノおよびヴェネツィア・パドヴァからボローニャ、フィレンツェ、ローマを経てナポリに至るイタリアの回廊区間を走行する列車にはユーロスター・イタリア・アルタ・ヴェロチタ（Eurostar Italia Alta Velocità,トーマス・クック時刻表では「AV」と表記される）の名前が与えられ、後述する改装済み車両がその運用へ充当されるようになった。この列車には従来のユーロスター・イタリアよりも高額の専用料金が設定されており、高速新線上では最高300km/h での営業運転を実施していた。
アルタ・ヴェロチタの中にはミラノ・ローマ間をノンストップで結ぶ列車も日数往復あり、それらはAV FAST（アルタ・ヴェロチタ・ファスト）という通称で呼ばれていた。2009年12月にはボローニャ・フィレンツェ間の高速新線も開業し、これによってミラノからローマに至る高速新線がほぼ完成したため、AV FASTでは約600kmある同区間を2時間59分で結ぶことが可能となった（フィレンツェ・ボローニャ停車の列車では3時間30分）。
その他、インターシティ（Intercity/都市間特急）で用いられる客車をかつてユーロスター・イタリアで用いられていた機関車（ETR500の第一世代）で挟んだ編成もあり、これはインターシティよりも高額の料金が設定されたユーロスター・シティ（Eurostar-city,トーマス・クック時刻表での表記は「ESc」）の名称にて、ミラノ・ヴェネツィア間などで運行されていたが、後にフレッチャビアンカに置き換えられた。
2012年、それまでトレニタリアの高速鉄道サービスとして展開されていた「ユーロスター・イタリア」のブランド名は正式に廃止され、列車の愛称であったフレッチャロッサとフレッチャルジェントという2つの新たな運行種別に完全に振り分けられた。

## 車両
1988年にイタリアのフィアット（現在鉄道車輌部門はフランス・アルストム社と統合された）が開発した振り子式で動力分散方式（電車）のETR450が投入されてから、ETR460・470・480と後継の振り子式車両が続々と登場している。1996年にはそれまでの動力分散方式ではなく、振り子機構もなくし、フランスのTGVや、ドイツのICE車両であるICE1同様、両端の電気機関車の間に客車を挟んだ動力集中方式（機関車方式）のETR500が投入され、イタリアでも最高速度300 km/hでの営業運転が実現した。なお、この車両はイタリアの工業デザイナー、ピニンファリーナが手掛けたことでも知られている。
2008年に内外装が更新された。改装後の車体外装は赤を基調としてシルバーグレーとのツートンカラーを組み合わせた鮮やかな配色となり、Frecciarossa（フレッチャロッサ：「赤い矢」の意）の愛称が与えられ、後にこれが「ユーロスター・イタリア」ブランド廃止後の正式な列車種別名となった。
なお、フレッチャロッサに関しては、2015年6月14日より、ミラノ・ローマ間で、動力分散方式の新型車両ETR400使用による、Frecciarossa1000の営業運転が開始されている。開発・製造はアンサルド・ブレーダ社と、ボンバルディア社。車両デザインは、ピニンファリーナ、ジウジアーロと並んで有名な、イタリアのカロッツェリア＝インダストリアルデザイナーのベルトーネが担当。新型車両の営業最高速度は360km/hで、非浮上式（粘着式）鉄道としては世界最速となり、ミラノ・ローマ間の所要時間も最短2時間20分に短縮される予定である。